# Amblyomma parvitarsum
Amblyomma parvitarsum es una especie de garrapata, conocida en estado adulto como garrapata dura, siendo parásito, principalmente de camélidos sudamericanos correspondientes al altiplano andino de Argentina, Bolivia y Chile, así como también en la Patagonia Argentina.
Aunque frecuentemente parasita camélidos (Lama y Vicugna), ha sido encontrada en bovinos y ovinos y en el ñandú (Rhea americana), así como también en lagartijas del género Liolaemus.